# Un guapo del 900 (película de 1971)
Un guapo del 900 es una película de Argentina dirigida por Lautaro Murúa sobre su propio guion escrito en colaboración con Néstor Gaffet según la obra de teatro homónima de Samuel Eichelbaum que se estrenó el 30 de septiembre de 1971 y que tuvo como protagonistas a Jorge Salcedo, Lautaro Murúa, Chunchuna Villafañe y el debut cinematográfico de la primera actriz uruguaya China Zorrilla.

## Sinopsis
Los conflictos morales de un político conservador, su esposa y un matón, en el Buenos Aires de principios del siglo XX.

## Otras versiones
Basadas en la misma obra teatral se filmaron Un guapo del 900 dirigida en 1952 por Lucas Demare, que quedó inconclusa, y Un guapo del 900 dirigida en 1960 por Leopoldo Torre Nilsson.

## Reparto
- Jorge Salcedo
- Lautaro Murúa
- Chunchuna Villafañe
- China Zorrilla
- J. W. Martín
- Erika Wallner
- Raúl Lavié
- Héctor Tealdi
- Arnaldo André
- Cacho Espíndola
- Héctor Da Rosa
- Jorge Villalba
- Leonor Galindo
- Bernardo Perrone
- Pedro Buchardo
- Zelmar Gueñol
- Edgardo Lusi
- Juan Alighieri
- Ovidio Fuentes
- Cayetano Biondo